# Iminio

Estructura general de un ion iminio.

Una sal de iminio en química orgánica contiene al ion o catión con estructura general [R1R2C=NR3R4]+, y que puede ser tanto una imina sustituida como protonada.
Es un intermedio en reacciones orgánicas, como por ejemplo la reacción de Mannich.